# Мдевакантоны

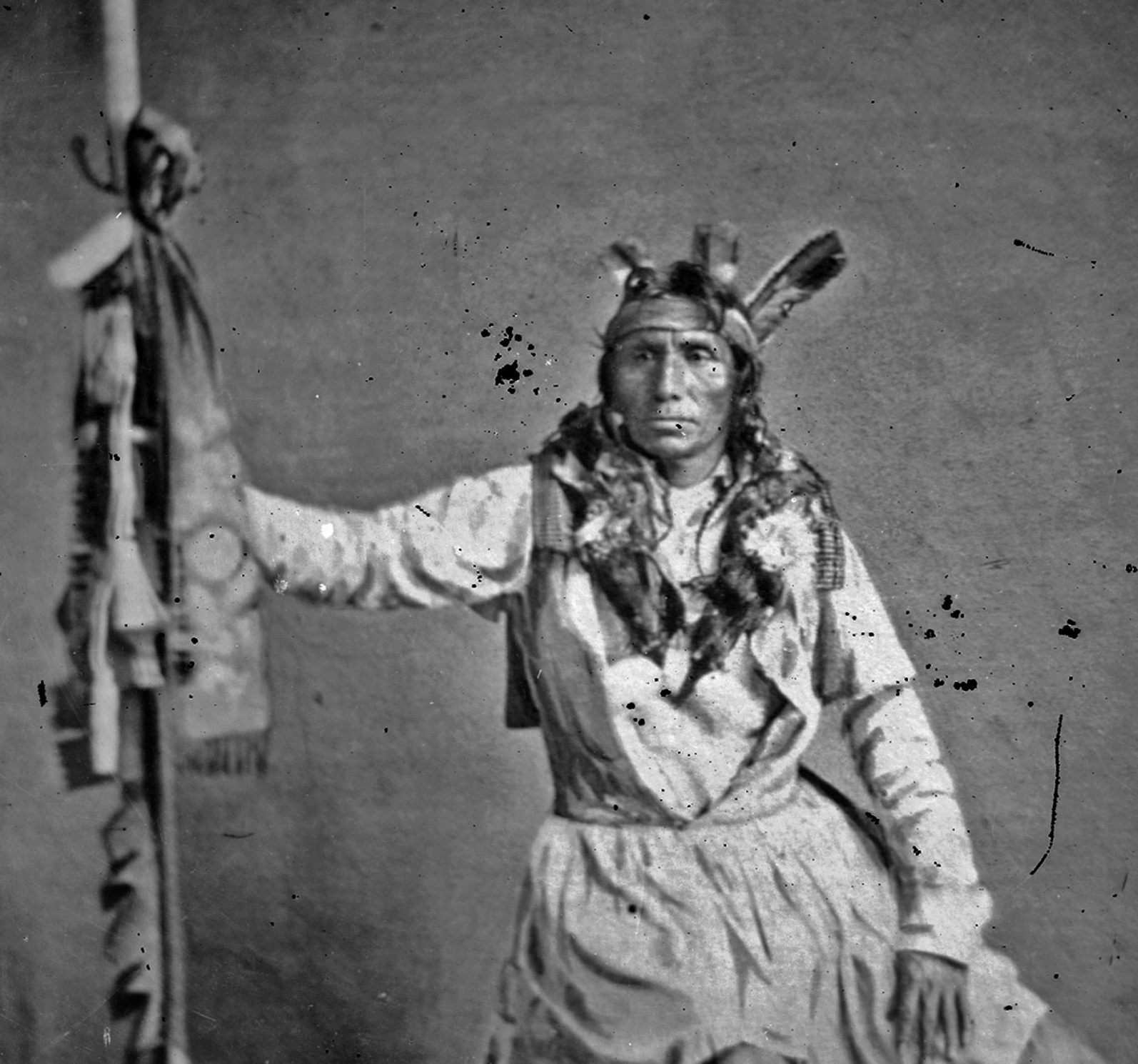
Та-Ойате-Дута, известный как Воронёнок, вождь мдевакантонов.

Мдевакантоны, мдевакантон-сиу (англ. Mdewakanton; самоназвание на дакота — Mdéwakháŋthuŋwaŋ) — индейское племя языковой семьи сиу, входит в состав народа санти.

## История
Историческая родина мдевакантонов находилась в центральной Миннесоте, в районе озера Милл-Лакс. В XVIII веке мдевакантоны, как и остальные племена санти, постоянно воевали с оджибве из-за охотничьих угодий и рисовых полей. Оджибве, благодаря огнестрельному оружию, приобретённому у европейских торговцев, сумели оттеснить мдевакантонов на юг.
С началом XIX века отношения между мдевакантонами и американцами ухудшились. Во время англо-американской войны мдевакантоны в основном поддерживали британцев. В дальнейшем ситуация накалялась и в итоге привела к восстанию всех санти в 1862 году. Война окончилась капитуляцией индейцев. Большинство мдевакантонов были выселены в резервацию Кроу-Крик на реке Миссури, а затем, из-за невыносимых условий проживания, переселены в восточную Небраску. Часть мдевакантонов сумела избежать депортации и присоединиться к другим сиу.
Ныне мдевакантоны и их потомки проживают в нескольких резервациях, расположенных в Миннесоте, Небраске, Северной Дакоте, Южной Дакоте, Монтане и Манитобе.